# Basilianus inopinus
Basilianus inopinus es una especie de coleóptero de la familia Passalidae.

## Distribución geográfica
Habita en Tailandia.